# АШ-12
АШ-12 (ШАК-12 или Автомат Штурмовой 12) — российский крупнокалиберный штурмовой автомат, созданный в ЦКИБ СОО для нужд подразделений спецназначения ФСБ России вместе со снайперской винтовкой ВССК. Представляет собой комплекс «оружие-патрон», так как для него в ЦКИБ СОО был разработан новый крупнокалиберный патрон 12,7×55 мм ПС 12 с несколькими типами пуль: бронебойной с выступающим сердечником, оболочечной, двупульной с тандемным размещением пуль и т. д. За счет высокого останавливающего действия тяжелой пули крупного калибра автомат АШ-12 является высокоэффективным оружием ближнего боя. Поставляется в войска с 2011 года. Благодаря широкой номенклатуре боеприпасов автомат АШ-12 позволяет обеспечить исключительную гибкость при решении тактических задач на коротких и сверхкоротких дистанциях.
Использованием боеприпасов с такими разными ТТХ была продиктована достаточно необычная для автомата схема работы ШАК-12. Самая распространённая схема в штурмовых винтовках и автоматах, применяемая во всём мире, — отвод пороховых газов на поршень в газоотводной трубке. Но эта конструкция не обеспечивала стабильной работы с боеприпасами разной энергетики. Поэтому создателям автомата пришлось искать другие технические решения. В результате проведенных исследований был сделан вывод о том, что оптимальной схемой будет автоматика с использованием энергии отдачи при коротком откате ствола. Это типично для короткоствольного оружия под пистолетный патрон. Однако именно данное техническое решение позволило обеспечить стабильную работу изделия.

## Конструкция
Построен по схеме булл-пап. Ствольная коробка изготовлена из штампованной стали, цевьё, пистолетная рукоятка и ложе оружия — из ударопрочного пластика. Автоматика построена на базе использования энергии отдачи ствола при его коротком ходе. Питание осуществляется из отъёмных двухрядных коробчатых магазинов. Переводчик режимов огня и предохранитель выполнены в виде отдельных рычагов. В целях эффективного снижения отдачи дульная часть ствола оснащена двухкамерным дульным тормозом, при этом его конструкция допускает крепление глушителя. Имеется вариант оружия с интегрированным подствольным гранатомётом барабанного типа (стрелково-гранатомётный комплекс). Рукоятка для переноски совмещает в себе механические прицельные приспособления и имеет три планки Пикатинни. Дополнительные планки Пикатинни также присутствует в нижней части и по бокам цевья.